# مارغريت بولي
 مارغريت بولي  (14 أغسطس 1473 - 27 مايو 1541) نبيلة إنجليزية، وهي ابنة جورج بلانتاجينيه دوق كلارنس ابن ريتشارد يورك وبنت أخو الملكين إدوارد الرابع وريتشارد الثالث، وكونتيسة ساليسبري وبارونة مونتاكوت. كانت مارغريت من بين الأعضاء القلائل الباقين على قيد الحياة من أسرة بلانتاجينيه بعد حرب الوردتين. أعدمها هنري الثامن ابن ابنة عمها إليزالبيث في عام 1541، واعتبرتها الكنيسة الرومانية الكاثوليكية شهيدة.